# Шерстнёв, Лев Гаврилович
Лев Гаврилович Шерстнёв (1924—1983) — общественный деятель, кандидат технических наук, доцент кафедры электронных приборов Московского энергетического института. Член КПСС.

## Биография
Лев Шерстнёв родился 13 января 1924 года в городе Нижний Новгород. С 1930 года его семья жила в Москве.
В 1932 году Лев поступил в школу, а в 1941 году окончил 9 класс школы № 329 в Москве. Летом того же года он выступил добровольцем и принял участие в постройке оборонительных сооружений в Смоленской области. Затем он вернулся в Москву и был эвакуирован в Кировскую область вместе с мамой. Они жили в поселке Сангурск. Весной 1942 года он завершил свое обучение в средней школе, а в сентябре его призвали в Красную армию. Лев Шерстнёв получил направление в пехотное училище, которое располагалось в поселке Переборы, неподалеку от города Рыбинска. В марте 1943 года он оказался на Юго-Западном фронте, где служил в 200-м полку резерва фронта. В период август-сентябрь 1943 года, находился в 117-м гвардейском стрелковом полку 39-й гвардейской стрелковой дивизии 8-й гвардейской армии 3-го Украинского фронта. Был в должности командира взвода.
В августе 1943 года стал членом ВЛКСМ. Получил ранения, с ноября 1942 года по август 1944 года находился на лечении в госпиталях, которые размещались в Москве, Баку, Прохладное. В августе 1944 года он был демобилизован.
В сентябре 1944 года стал первокурсником МЭИ. В 1949 году окончил пятый курс обучения. Его преподавателем был профессор Игорь Всеволодович Лебедев. В сентябре 1952 года Лев Шерстнёв завершил обучение по специальности «Электровакуумные приборы» в МЭИ, получил квалификацию инженера-электрика. Окончил обучение в аспирантуре в 1956 году. В 1957 году защитил кандидатскую диссертацию. Начал работать на кафедре электронных приборов ассистентом, затем старшим преподавателем и доцентом. В 1950 году стал членом КПСС.
В 1960 году Лев Шерстнёв возглавил делегацию комсомольцев-активистов МЭИ во Францию.
В МЭИ читал курс, который назывался «Электронно-лучевые приборы».
В 1966 году Лев Шерстнёв опубликовал книгу «Электронно-лучевые приборы», которая была выпущена издательством «Энергия».
Умер в 1983 году.